# Barbine
Barbine (Singular: Barbina) heißen sehr dünne Teigwaren, die Capellini ähnlich und nur 0,78 Millimeter bis 0,88 Millimeter breit sind. 
Zu Zeiten der Renaissance galten sie als ein Inbegriff der Kochkunst, da sie so dünn nur sehr schwierig herzustellen waren.  Normalerweise sind sie in aufgewickelter Nestform erhältlich und werden typischerweise in einer Brühe oder mit einer leichten Soße serviert.